# Jos Dietrich
Jos Dietrich (Apeldoorn, 23 oktober 1978) is een Nederlands voormalig voetballer en huidig voetbaltrainer.
Dietrich speelde in het seizoen 2003/04 op amateurbasis voor AGOVV Apeldoorn. Hij kwam tot acht wedstrijden in de Eerste divisie maar vertrok in de winterstop toen hij geen contract kreeg. Hij ging verder bij Be Quick '28 en volgde de ALO. Daarna speelde hij nog bij de amateurtak van AGOVV. Sinds 2005 is hij jeugdtrainer bij Vitesse.